# Dub Syndicate

Dub Syndicate je dub glazbeni sastav iz Engleske. Formirao ga je Adrian Sherwood. Ovaj sastav zapravo odražava njegovu s glazbenikom Styleom Scottom, bivšim bubnjarm Roots Radicsa i Creation Rebela.

## Discografija

### Albumi
- The Pounding System (Ambience in Dub) (1982.)
- One Way System (1983.)
- North of the River Thames (s dr-om Pablom, 1984.)
- Tunes from the Missing Channel (1985.)
- Time Boom X De Devil Dead (s Leejem 'Scratchem' Perryjem, 1987.)
- Strike the Balance (1990.)
- From the Secret Laboratory (s Leejem 'Scratchem' Perryjem, 1990.)
- Stoned Immaculate (1991.)
- Echomania (1994.)
- Ital Breakfast (1996.)
- Mellow & Colly (1998.)
- Fear of a Green Planet (1998.)
- Acres of Space (2001.)
- No Bed of Roses (2004.)

### Kompilacije
- Classic Selection Volume 1 (1989.)
- Classic Selection Volume 2 (1990.)
- Live at the T+C - 1991 – s Akabuom i Bim Sherman (1993.)
- Classic Selection Volume 3 (1994.)
- Research and Development (1996.)
- Live at the Maritime Hall (2000.)
- Murder Tone (2002.)
- Pure Thrill Seekers (2005.)
- The Rasta Far I (2006.)
- The Royal Variety Show (The Best Of Dub Syndicate)

## Vanjske poveznice
- Službene stranice
- Umjetnikove stranice na neslužbenim stranicama diskografa On-U Sounda
- Diskografija na neslužbenim stranicama On-U Sounda
- Early Dub Syndicate Drummer Razgovor
- The definitive Adrian Sherwood Razgovor